# Трєгуб Олександр Євгенович
Олекса́ндр Євге́нович Трєгуб (30 березня 1975, м. Авдіївка, Донецька область, Українська РСР — 11 серпня 2017, м. Мар'їнка, Донецька область, Україна) — старший сержант поліції, учасник російсько-української війни.

## Біографія
Народився 1975 року в м. Авдіївка на Донеччині.
Весь службовий шлях присвятив карному розшуку, загалом — 21 рік. Служив у Донецьку.
З початком російської збройної агресії проти України у 2014 році не зрадив Присязі і виїхав із захопленого терористами Донецька до міста Маріуполь, де продовжив службу.
Старший сержант поліції, старший оперативно-пошукової групи (по лінії кишенькових крадіжок), помічник оперуповноваженого оперативно-пошукового відділу Управління карного розшуку Головного управління Національної поліції України в Донецькій області.
У складі зведених загонів поліції виконував завдання у «гарячих» точках Донеччини, зокрема, в Авдіївці, Дебальцевому, Мар'їнці. Допомагав мирним мешканцям, які потрапляли під обстріли російських терористів. Із сім'єю бачився раз на місяць.
11 серпня 2017 року, під час несення служби на пункті стоп-контролю у м. Мар'їнка, в 40-градусну спеку, правоохоронцю стало зле. Колеги надали йому домедичну допомогу та викликали «швидку», але дорогою до Курахівської лікарні серце поліцейського зупинилось.
Похований 12 серпня на кладовищі м. Авдіївка, поруч із бабусею та дідусем.
Залишилися батько Євген Іванович, дружина Інна та дві доньки, 14-річна Анна і 12-річна Анастасія.

## Нагороди та вшанування
- Указом Президента України № 318/2017 від 11 жовтня 2017 року, за особисту мужність і самовіддані дії, виявлені у захисті державного суверенітету та територіальної цілісності України, зразкове виконання військового обов'язку, нагороджений орденом «За мужність» III ступеня (посмертно)[2].
- Біля Мар'їнки, на тому місці, де у день своєї смерті ніч службу Олександр Трєгуб, встановлено пам'ятник[3][4].